# Лемьё, Клод
Клод Перси Лемьё (фр. Claude Percy Lemieux; 16 июля 1965, Бакингем, Квебек, Канада) — бывший канадский хоккеист, правый нападающий. Один из девяти игроков, выигрывавших Кубок Стэнли с тремя разными командами. На сегодняшний день занимает 9-е место по голам в плей-офф НХЛ – 80 шайб. Бывший президент клуба ECHL «Финикс Роад Раннерз».

## Карьера

### НХЛ
Был выбран на драфте 1983 года во 2-м раунде под общим 26-м номером клубом «Монреаль Канадиенс», в котором играл с 1983 по 1990 год и выиграл Кубок Стэнли в сезоне 1985/86.
В сентябре 1990 года «Монреаль» обменял Лемьё в «Нью-Джерси Девилз» на Сильвена Тюржона. В сезоне 1994/95 выиграл с «Дьяволами» свой второй Кубок Стэнли и завоевал «Конн Смайт Трофи» как MVP плей-офф с 13 голами.
В 1995 году был обменян в «Колорадо Эвеланш». В сезоне 1995/96 выиграл третий в карьере Кубок Стэнли, став пятым игроком в истории НХЛ, выигрывавшим Кубок Стэнли с тремя разными командами.
В ноябре 1999 года Лемьё после обмена на Брайана Ролстона вернулся в «Нью-Джерси Девилз», с которым выиграл свой четвёртый и последний Кубок Стэнли. По завершении этого сезона подписал контракт с «Финикс Койотис» как свободный агент.
В январе 2003 года перешёл в «Даллас Старз» в обмен на Скотта Пеллерена и выбор на драфте. По окончании сезона 2002/03 Клод завершил карьеру в НХЛ. Следующий сезон провёл в Швейцарской национальной лиге (NLA) за клуб «Цуг».
Начиная с плей-офф сезона 1985/86 пропустил лишь плей-офф 2001 года. Сыграл 234 матча в плей-офф, что является четвёртым результатом в НХЛ. Трижды Лемье забивал больше голов в матчах плей-офф, чем в играх регулярного сезона (1985/86, 1994/95 и 1996/97). Всего за карьеру забил 80 голов в плей-офф, что на сегодняшний день является 9-м результатом в НХЛ.
В ноябре 2008 года в возрасте 43 лет, после пятилетнего перерыва вернулся в НХЛ, подписав контракт с «Сан-Хосе Шаркс» при поддержке своего давнего товарища Дага Уилсона, генерального менеджера «Акул». В итоге сыграл в сезоне 18 игр и отдал одну голевую передачу, после чего окончательно закончил карьеру.
Клод Лемьё имел репутацию одного из самых «грязных» игроков лиги. Согласно списку «Топ-10 самых ненавидимых игроков всех времён», составленному телеканалом ESPN, занял второе место после Шона Эйвери. Во время драки в матче плей-офф его «Монреаля» против «Калгари Флеймз» Клод Лемьё укусил за палец форварда Джима Пеплински, после матча Джим сказал: «Никогда раньше не думал, что НХЛ допустит каннибализм в лиге». Лемьё закрепил репутацию грязного игрока в матче за «Колорадо» против «Детройт Ред Уингз» в плей-офф 1996 года. В шестой игре финала Западной конференции Клод толкнул Криса Дрэйпера лицом в борт, что привело к перелому челюсти, носа, скулы и сотрясению мозга и в итоге к пластической операции, а Лемьё отстранили всего на две игры. Этот инцидент, как полагают многие, разжёг вражду между двумя этими командами. Напряжённые отношения между командами продолжили расти и достигли апогея в следующем сезоне, когда массовую драку начал форвард «Крыльев» Даррен Маккарти. Вокруг Маккарти, избивающего лежачего Лемьё, образовалось ещё несколько поединков, включая схватку вратарей.

### Международная карьера
Лемьё трижды представлял Канаду на международных соревнованиях. В 1985 году на молодёжном чемпионате мира в Хельсинки выиграл золото, набрав 5 очков (3+2) в 6 матчах. В 1987 году выступал за первую сборную на Кубке Канады, где также выиграл золото (2 очка в 6 играх). В 1996 году завоевал серебро на кубке мира (19 минут штрафа в 8 играх).

### Перерыв в карьере
В 2005 году стал президентом клуба Хоккейной лиги Восточного побережья «Финикс Роад Раннерз».
В 2007 принял участие во втором сезоне телешоу «Pros vs. Joes».
В октябре 2009 года участвовал в реалити-шоу телеканала CBC «Battle of the Blades», как фигурист, выступая в паре с Ше-Линн Бурн. В одном из выступлений пара каталась под перепетую Лемьё песню Леонарда Коэна «Hallelujah», которую он спел в дуэте с Кэтрин Роуз.

### Возвращение в 2008 году
В сентябре 2008 года в эфире телеканала RDS Лемьё выразил свой интерес к возвращению в НХЛ. Он начал сезон в Азиатской хоккейной лиге в «Чайна Дрэгон», прежде чем подписать контракт с «Вустер Шаркс», фарм-клубом «Сан-Хосе Шаркс». После 14 игр (2+6) в Американской хоккейной лиге, Лемьё подписал двухсторонний контракт с «Сан-Хосе» 29 декабря 2008 года.

## Личная жизнь
Лемьё родился в Бакингхеме, сейчас живёт в Торонто. У Клода есть младший брат Жослен (род. 1967), который провёл в НХЛ 598 матчей и набрал 164 очка (80+84) за «Монреаль Канадиенс», «Чикаго Блэкхоукс», «Хартфорд Уэйлерз», «Калгари Флеймз», «Нью-Джерси Девилз», «Финикс Койотис». Самый успешный сезон Жослена — 1992/93 в составе «Чикаго», когда он в 81 матче набрал 31 очко (10+21).
Клод не является родственником легендарного игрока и своего ровесника Марио Лемьё. У Клода Лемьё два сына от первого брака: Кристофер (1989 г.р.) и Майкл (1992 г.р.), и сын Брендан и дочь Клаудия от второй жены. Брендан, так же как и отец, хоккеист, выступает в НХЛ за «Нью-Йорк Рейнджерс». 26 июня 2009 года Клод Лемьё стал американским гражданином.
Лемьё известен его появлением на «Шоу Говарда Стерна» в 1995 году, где он продемонстрировал Кубок Стэнли. Во время программы главный сценарист шоу Джеки Шутник Мэртлинг взял Кубок в ванную, где испражнился в него. Однако позже выяснилось, что это была фальсификация в комических целях.

## Награды и достижения
- Обладатель Кубка Стэнли (4): 1986, 1995, 1996, 2000.
- Обладатель «Конн Смайт Трофи»: 1995.
- Победитель Молодёжного чемпионата мира 1985.
- Обладатель Кубка Канады 1987.
- Второе место на Кубке мира 1996.
- «MVP плей-офф» QMJHL: 1985.
- Первая команда Матча всех звёзд QMJHL: 1985.
- Вторая команда Матча всех звёзд QMJHL: 1984.
- Обладатель «Джон Хорман Трофи»: 1992.
- В 2005 году введён в Зал славы QMJHL.
- 9-е месте по количеству заброшенных шайб в плей-офф НХЛ – 80.

## Статистика
| 1982–83     | Труа-Ривьер Дравью       | QMJHL       | 62   | 28  | 38  | 66  | 187  | 4   | 1  | 0  | 1   | 30  |
| 1983–84     | Монреаль Канадиенс       | НХЛ         | 8    | 1   | 1   | 2   | 12   | —   | —  | —  | —   | —   |
| 1983–84     | Вердун Джуниорс          | QMJHL       | 51   | 41  | 45  | 86  | 225  | 9   | 8  | 12 | 20  | 63  |
| 1983–84     | Нова-Скотия Войяжерз     | АХЛ         | —    | —   | —   | —   | —    | 2   | 1  | 0  | 1   | 6   |
| 1984–85     | Монреаль Канадиенс       | НХЛ         | 1    | 0   | 1   | 1   | 7    | —   | —  | —  | —   | —   |
| 1984–85     | Вердун Джуниор Канадиенс | QMJHL       | 52   | 58  | 66  | 124 | 152  | 14  | 23 | 17 | 40  | 38  |
| 1985–86     | Шербрук Канадиенс        | АХЛ         | 58   | 21  | 32  | 53  | 145  | —   | —  | —  | —   | —   |
| 1985–86     | Монреаль Канадиенс       | НХЛ         | 10   | 1   | 2   | 3   | 22   | 20  | 10 | 6  | 16  | 68  |
| 1986–87     | Монреаль Канадиенс       | НХЛ         | 76   | 27  | 26  | 53  | 156  | 17  | 4  | 9  | 13  | 41  |
| 1987–88     | Монреаль Канадиенс       | НХЛ         | 78   | 31  | 30  | 61  | 137  | 11  | 3  | 2  | 5   | 20  |
| 1988–89     | Монреаль Канадиенс       | НХЛ         | 69   | 29  | 22  | 51  | 136  | 18  | 4  | 3  | 7   | 58  |
| 1989–90     | Монреаль Канадиенс       | НХЛ         | 39   | 8   | 10  | 18  | 106  | 11  | 1  | 3  | 4   | 38  |
| 1990–91     | Нью-Джерси Девилз        | НХЛ         | 78   | 30  | 17  | 47  | 105  | 7   | 4  | 0  | 4   | 34  |
| 1991–92     | Нью-Джерси Девилз        | НХЛ         | 74   | 41  | 27  | 68  | 109  | 7   | 4  | 3  | 7   | 26  |
| 1992–93     | Нью-Джерси Девилз        | НХЛ         | 77   | 30  | 51  | 81  | 155  | 5   | 2  | 0  | 2   | 19  |
| 1993–94     | Нью-Джерси Девилз        | НХЛ         | 79   | 18  | 26  | 44  | 86   | 20  | 7  | 11 | 18  | 44  |
| 1994–95     | Нью-Джерси Девилз        | НХЛ         | 45   | 6   | 13  | 19  | 86   | 20  | 13 | 3  | 16  | 20  |
| 1995–96     | Колорадо Эвеланш         | НХЛ         | 79   | 39  | 32  | 71  | 117  | 19  | 5  | 7  | 12  | 55  |
| 1996–97     | Колорадо Эвеланш         | НХЛ         | 45   | 11  | 17  | 28  | 43   | 17  | 13 | 10 | 23  | 32  |
| 1997–98     | Колорадо Эвеланш         | НХЛ         | 78   | 26  | 27  | 53  | 115  | 7   | 3  | 3  | 6   | 8   |
| 1998–99     | Колорадо Эвеланш         | НХЛ         | 82   | 27  | 24  | 51  | 102  | 19  | 3  | 11 | 14  | 26  |
| 1999–00     | Колорадо Эвеланш         | НХЛ         | 13   | 3   | 6   | 9   | 4    | —   | —  | —  | —   | —   |
| 1999–00     | Нью-Джерси Девилз        | НХЛ         | 70   | 17  | 21  | 38  | 86   | 23  | 4  | 6  | 10  | 28  |
| 2000–01     | Финикс Койотис           | НХЛ         | 46   | 10  | 16  | 26  | 58   | —   | —  | —  | —   | —   |
| 2001–02     | Финикс Койотис           | НХЛ         | 82   | 16  | 25  | 41  | 70   | 5   | 0  | 0  | 0   | 2   |
| 2002–03     | Финикс Койотис           | НХЛ         | 36   | 6   | 8   | 14  | 30   | —   | —  | —  | —   | —   |
| 2002–03     | Даллас Старз             | НХЛ         | 32   | 2   | 4   | 6   | 14   | 7   | 0  | 1  | 1   | 10  |
| 2003–04     | Цуг                      | NLA         | 7    | 2   | 3   | 5   | 4    | 5   | 1  | 3  | 4   | 8   |
| 2008–09     | Чайна Шаркс              | ALIH        | 2    | 0   | 1   | 1   | 4    | —   | —  | —  | —   | —   |
| 2008–09     | Вустер Шаркс             | АХЛ         | 23   | 3   | 8   | 11  | 24   | —   | —  | —  | —   | —   |
| 2008–09     | Сан-Хосе Шаркс           | НХЛ         | 18   | 0   | 1   | 1   | 21   | 1   | 0  | 0  | 0   | 0   |
| Всего в НХЛ | Всего в НХЛ              | Всего в НХЛ | 1215 | 379 | 407 | 786 | 1777 | 234 | 80 | 78 | 158 | 529 |